# Montecincla cachinnans
El charlatán de los Nilgiris (Montecincla cachinnans) es una especie de ave paseriforme de la familia Leiothrichidae endémica de las montañas de la India peninsular. Su plumaje es principalmente pardo grisáceo en las partes superiores y castaño rojizo en las inferiores, con prominentes listas superciliares blancas y la garganta y las listas oculares negras, lo que le da un aspecto inconfundible. Es fácilmente detectable incluso cuando está escondido entre la vegetación densa por sus series de llamadas nasales altas. 
La especie ha tenido una historia taxonómica complicada, por lo que ha recibido varios nombres científicos a lo largo del tiempo. Existen dos subespecies, la nominal de los Nilgiris y T. jerdoni que se encuentra en Brahmagiris de Coorg y los montes Banasura de Wayanad, y que tiene la parte superior del pecho grisácea. Son pájaros omnívoros que se alimentan de insectos, frutos y néctar. En el pasado la subespecie jerdoni se agrupaba con las formas del sur de la brecha Palakkad, que actualmente se han separado en una especie diferente charlatán de Kerala.
La especie está restringida a una pequeña zona cuyo hábitat podría ser destruido con facilidad por lo que está clasificada como especie en peligro de extinción.

## Descripción

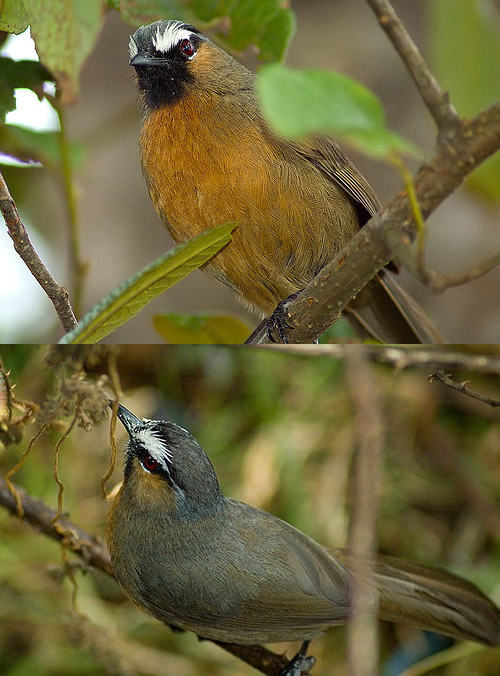
Su plumaje es pardo grisáceo en las partes superiores y castaño rojizo en las inferiores.

El charlatán de los Nilgiris mide unos 24 cm de largo. Su plumaje es principalmente castaño rojizo en las partes inferiores y pardo grisáceo en las superiores. Su píleo es pardo grisáceo oscuro y está flanqueado por dos anchas listas superciliares blancas con bordes negros. Su garganta, lorum y la lista ocular también son negros. Su cola es de color pardo oliváceo. El iris de sus ojos es castaño rojizo, y sus patas y picos son negros. La parte superior del pecho es gris en la subespecie jerdoni, lo que le asemeja a la subespecie fairbanki del charlatán de Kerala, aunque la garganta de esta última también es gris, y ambas no solapan sus áreas de distribución. Aunque tiene un plumaje característico, en un avistamiento lejano podría confundirse con el cimitarra india.

## Taxonomía

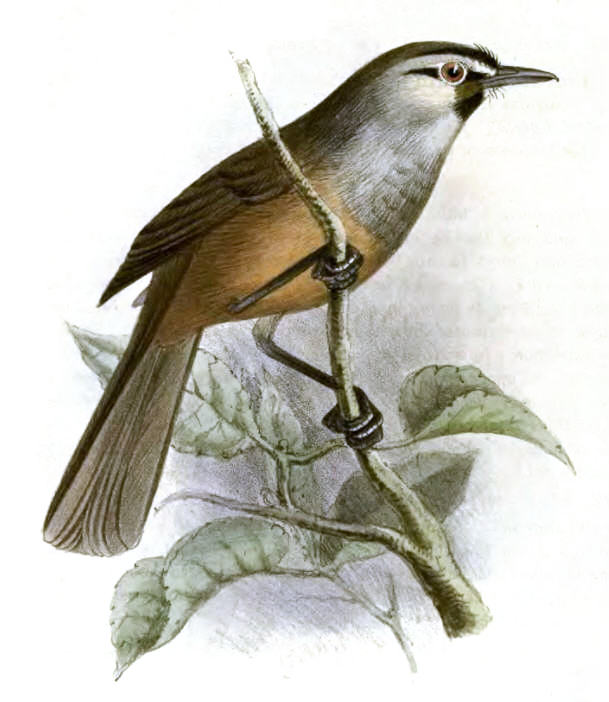
La subespecie jerdoni, de los montes Brahmagiris y los Wayanad adyacentes.

El charlatán de los Nilgiris fue descrito científicamente por Jerdon en 1839 como Crateropus cachinnans. En 1872 indicó que Trochalopteron jerdoni la forma que había descubierto en un pico de Banasore, en Wynaad, podría encontrarse también en Coorg. Añadió que a pesar de estar solo a unas 50 o 60 millas del borde occidental de los Nilgiris estaban separadas por montes más bajos. La especie jerdoni incluía las subespecies fairbanki y meridionale (ambas del sur de la brecha Palghat) mientras que cachinnans se mantenía separada. Esta clasificación de jerdoni y cachinnans como especies separadas se mantuvo hasta 2005, cuando Rasmussen y Anderton agruparon en una especia a los charlatanes de garganta negra del norte de la brecha, siendo así la forma jerdoni de Coorg-Wynaad considerada una subespecie de cachinnans. Y la forma al sur de la brecha de garganta gris se clasificó en otra especie, el charlatán de Kerala, que incluía además otras dos subespecies fairbanki y meridionale. Posteriormente Stuart Baker incluyó una subespecie más, cinnamomeum, en su segunda edición de Fauna of British India, descrita por William Ruxton Davison a partir de dos especímenes obtenidos por Atholl Macgregor, un residente británico en Travancore, en un emplazamiento desconocido. Ésta generalmente no es reconocida, y fue descrita a partir de dos ejemplares de garganta negra y lorum pardo oscuro. Stuart Baker dividió a los charlatanes del sur de la India en varios géneros. Trochalopteron fue asignado a aquellos que tenían las narinas visibles y no cubiertas por cerdas colgantes como en Ianthocincla, el género en el que situó al charlatán de Delessert. En una posterior revisión Ripley y Ali incluyeron a todos los charlatanes del sur de la India en el género Garrulax. Posteriormente este género se escindió en varios a causa de los estudios de ADN, por lo que esta especie se incluyó en el restaurado género Trochalopteron.

## Comportamiento
Esta especie se encuentra en los bosques densos de las cordilleras de los Nilgiri y Wayanad, por encima de los 1200 metros sobre el nivel del mar. Se alimenta en los márgenes del bosque en solitario o pequeños grupos en la parte baja de los árboles o a veces en el suelo. Están activos por la mañana temprano y al atardecer y como incica su nombre son extremadamente vocales. Mientras un charlatán emite series ascendentes y descendentes de notas nasales, otro en las cercanías produce notas aguadas de tipo kek.

### Alimentación

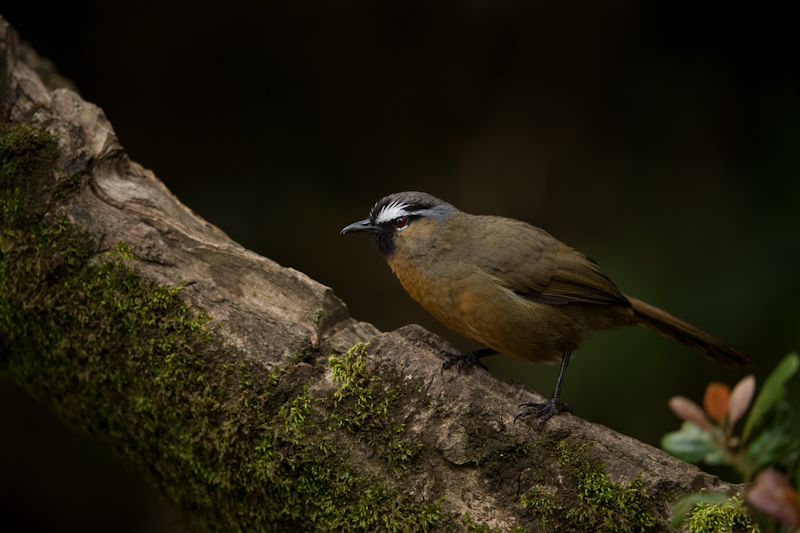
Se alimenta de frutos, néctar e insectos en los márgenes del bosque.

Se alimenta de principalmente de frutos, néctar e insectos. En invierno se aliementa del néctar de Lobelia excelsa y Rhododendron. Cuando florecen los Strobilanthes también se alimenta de su néctar y sus pétalos. Comen frutos de Ilex spp., Solanum auriculatum, Eurya japonica, Rhamnus wightii, Pyrus baccata, Rubus spp., Mahonia leschenaultii y Rhodomyrtus tomentosa. Además comen insectos que aplastan antes de tragar, o a veces golpean contra un sustrato duro. También comen a veces pequeñas ranas arborícolas. Pueden comer los frutos grandes ayudándose de las patas para partirlos. Suelen buscar alimento en espacios abiertos al amanecer y atardecer y picotear entre la vegetación el resto del día.

### Reproducción
Los charlatanes de los Nilgiris anidan a partir de febrero hasta comienzos de junio. Su nido tiene forma de cuenco y suelen situarlo entre en el sotobosque entre el metro y los dos entros de altura, con frecuencia cerca de un arroyo o un pantano al borde de un shola. Tanto la hembra como el macho se encargan de construir el nido. El interior del nido está forrado con pelo y fibras finas, y casi el 50% de su peso está compuesto por musgos. Ponen los huevos a los pocos días de completar la construcción del nido, que puede durar entre 5 y 18 días (con una media de 13 días). Los nidos construidos al final de la época de cría suelen ser realizados más rápidamente. La puesta se compone de 2 huevos de color azul verdoso con motas y vetas marrones. Los adultos ragan y destruyen el nido después de que los polluelos lo dejen o si resulta saqueado. Los huevos miden unos 2.5 cm de largo y unos 2 cm en sentido transversal. La incubación empieza tras la puesta del segundo huevo y ambos progenitores se turnan hasta la eclosión de los polluelos, que ocurre entre el día 16.º y 17.º. Si uno de los huevos no eclosiona se deja en el nido y no se saca como en otras especies de aves. Los polluelos son alimentados con insectos al principio y con frutos como los de Rubus en la última etapas. Los padres se tragan los sacos fecales producidos por los polluelos en el nido. Los polluelos dejan el nido tras 15–18 días pero continúan en las inmediaciones unas tres semanas más. Entre los depredadores de huevos y polluelos se encuentran los cuervos de la selva y los cucales chinos.